# The Flowers of Romance (Band)
The Flowers of Romance ist eine ehemalige Punkband der 1970er Jahre. Das einzig bemerkenswerte an diesem „Projekt“ war die Zusammenstellung der Mitglieder, die später in anderen Bands Berühmtheit erlangten, so z. B. Sid Vicious von den Sex Pistols, Keith Levene von The Clash und später Public Image Ltd. und Palmolive und Viv Albertine von den Slits. Von einer Band kann man bei den Flowers of Romance kaum sprechen, da sie eigentlich nur übten und sich zerstritten, aber weder Konzerte gaben noch irgendwelche Aufnahmen machten. Die Band existierte vom Sommer 1976 bis ins Frühjahr 1977.
Public Image Ltd. benannten 1981 eines ihrer Alben nach der Band.